# Bibliothèque commémorative américaine

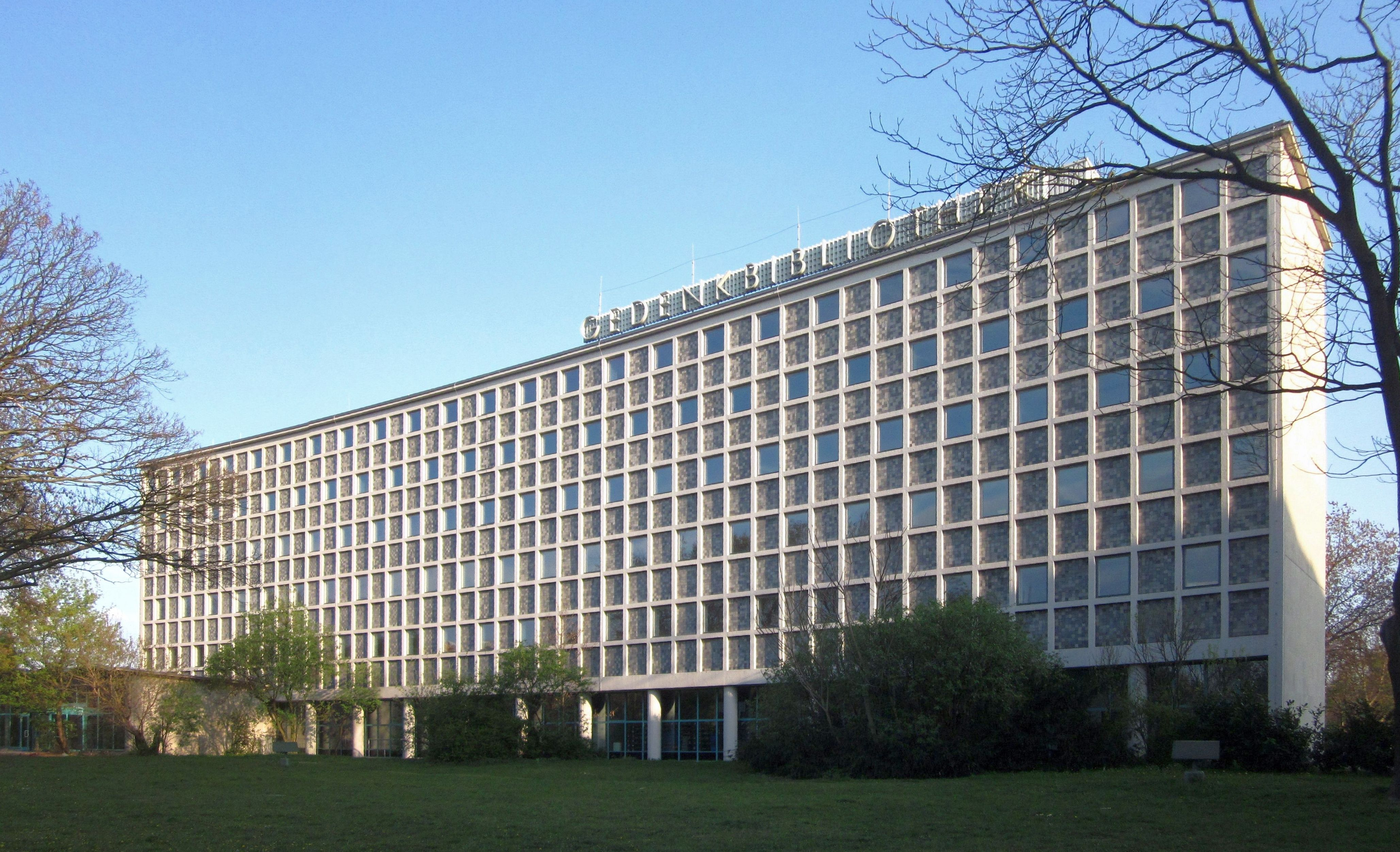
La bibliothèque depuis la porte de Halle.

La bibliothèque commémorative américaine (Amerika-Gedenkbibliothek) est une bibliothèque publique de Berlin en Allemagne, située à Berlin-Kreuzberg à côté de la porte de Halle (Hallesches Tor).
La bibliothèque est un symbole car elle est le fruit d'un don des États-Unis dans le cadre du plan Marshall pour la reconstruction de Berlin après-guerre. Après avoir réfléchi quel monument symboliserait au mieux la coopération germano-américaine, il est décidé que la priorité serait donné à une bibliothèque publique, différente des bibliothèques allemandes classiques et plus inspiré par les public libraries américaines. Les principaux architectes ont été Fritz Bornemann et Willy Kreuer. Les frais des travaux (10,9 millions de DM) sont partagés entre des fonds américains et allemands. La bibliothèque ouvre ses portes le 17 septembre 1954. C'est une petite révolution d'avoir accès à une telle concentration d'ouvrages, puisque la plupart des bibliothèques disponibles jusque-là à Berlin était petites et locales. Après 1961 et la construction du Mur, la bibliothèque commémorative américaine est devenue la principale bibliothèque de Berlin-Ouest.
Aujourd'hui avec environ 900 000 volumes, c'est l'une des plus importantes bibliothèques de Berlin. Depuis son cinquantième anniversaire en 2004, elle évolue de plus en plus en médiathèque.